# Euphorbia pulcherrima
Euphorbia pulcherrima, es el nombre científico, Cuetlaxochitl es el nombre náhuatl original, y el nombre común o comercial es Flor de Pascua, en España y, con diversos nombres en el mundo Hispano. Es una especie de la familia Euphorbiaceae nativa de  México.y Centroamérica. Se utiliza frecuentemente en jardinería como arbusto, pero principalmente en floricultura como planta de interior en Navidad. Existen más de 100 variedades cultivadas de esta especie.

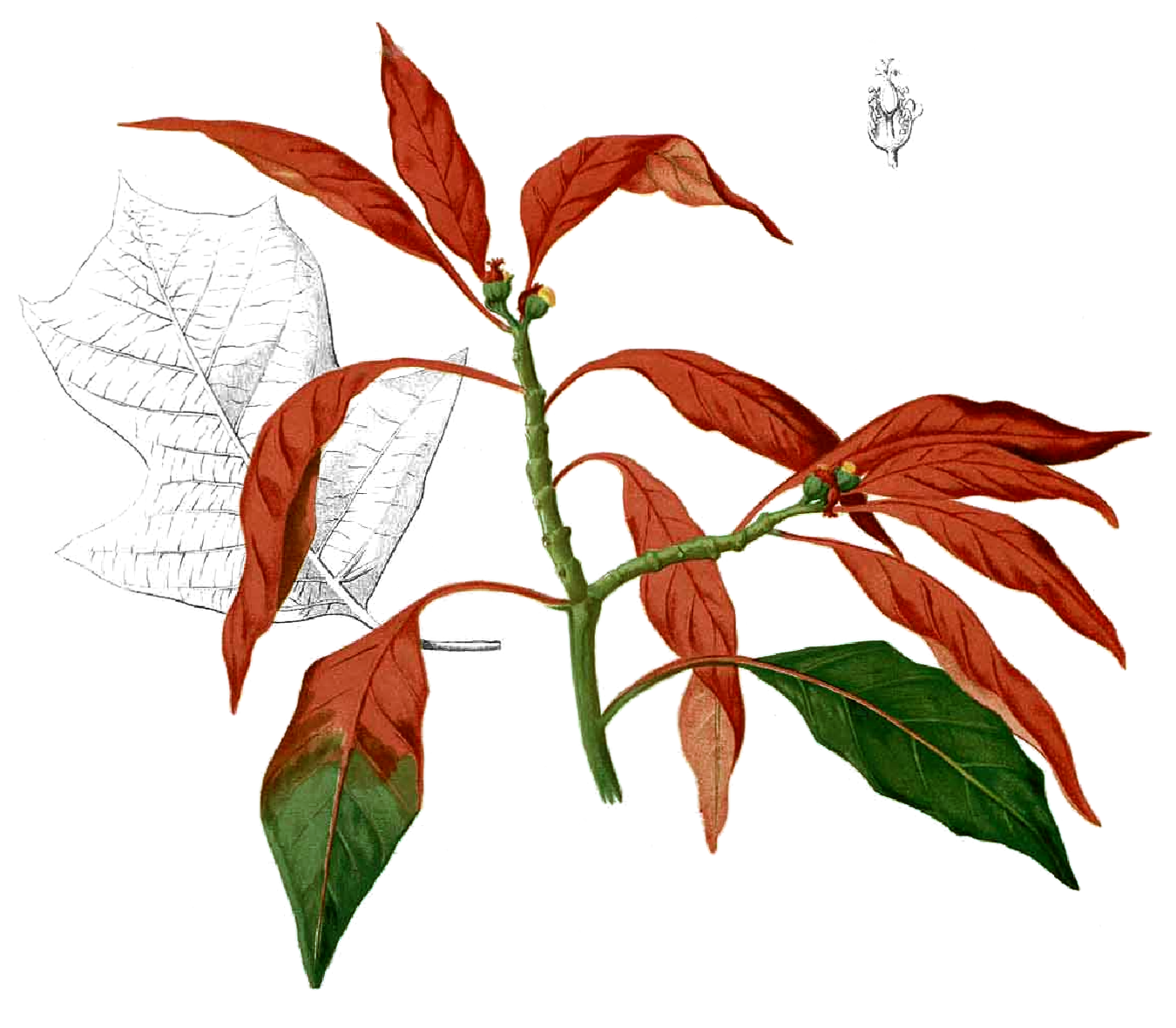
Euphorbia pulcherrima, en Flora de Filipinas, de Francisco Manuel Blanco, Atlas I, 1880-1883.

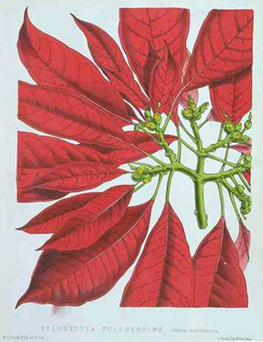
Detalle de las brácteas.

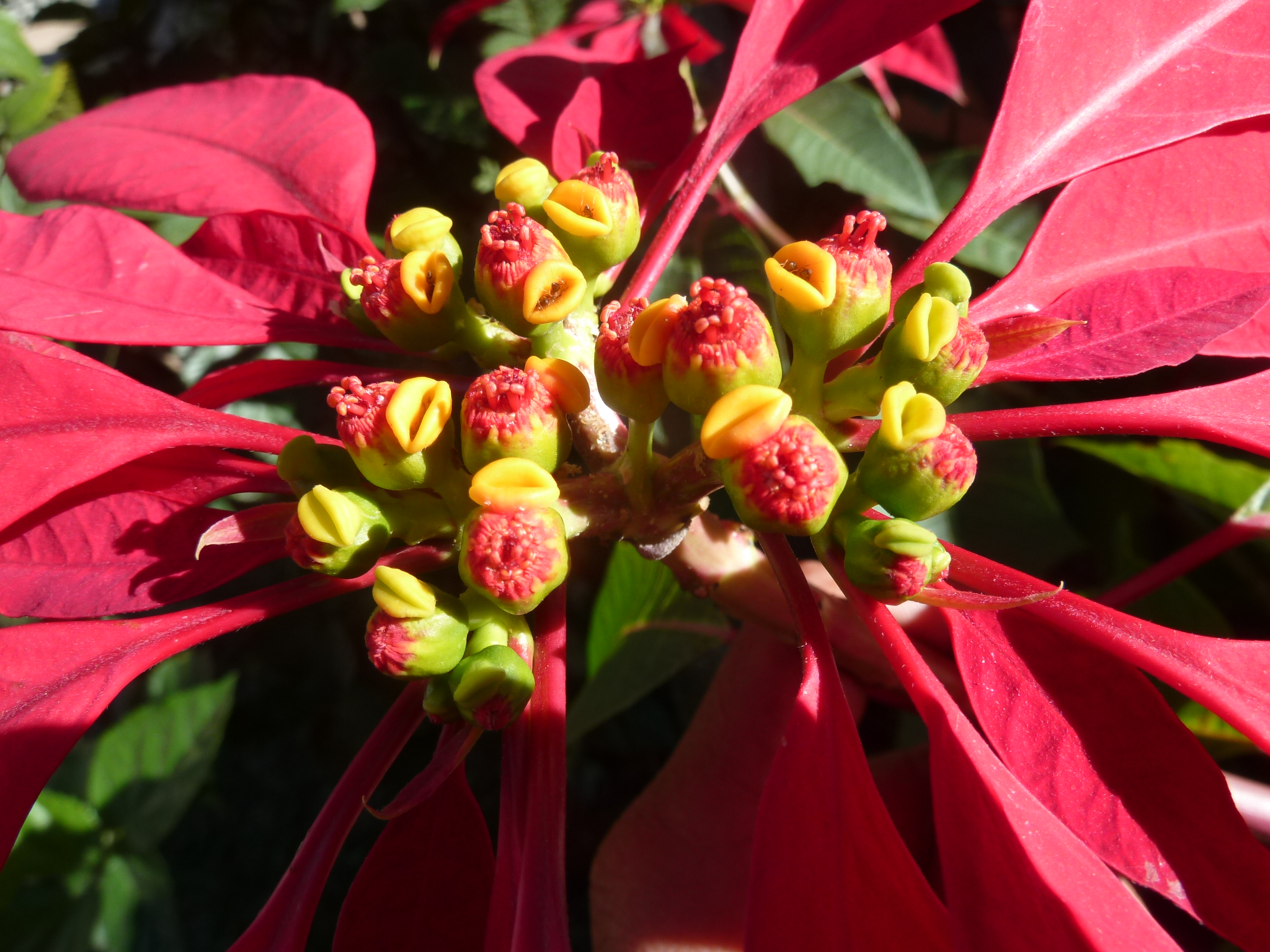
Detalle de las flores.

## Historia

### En México

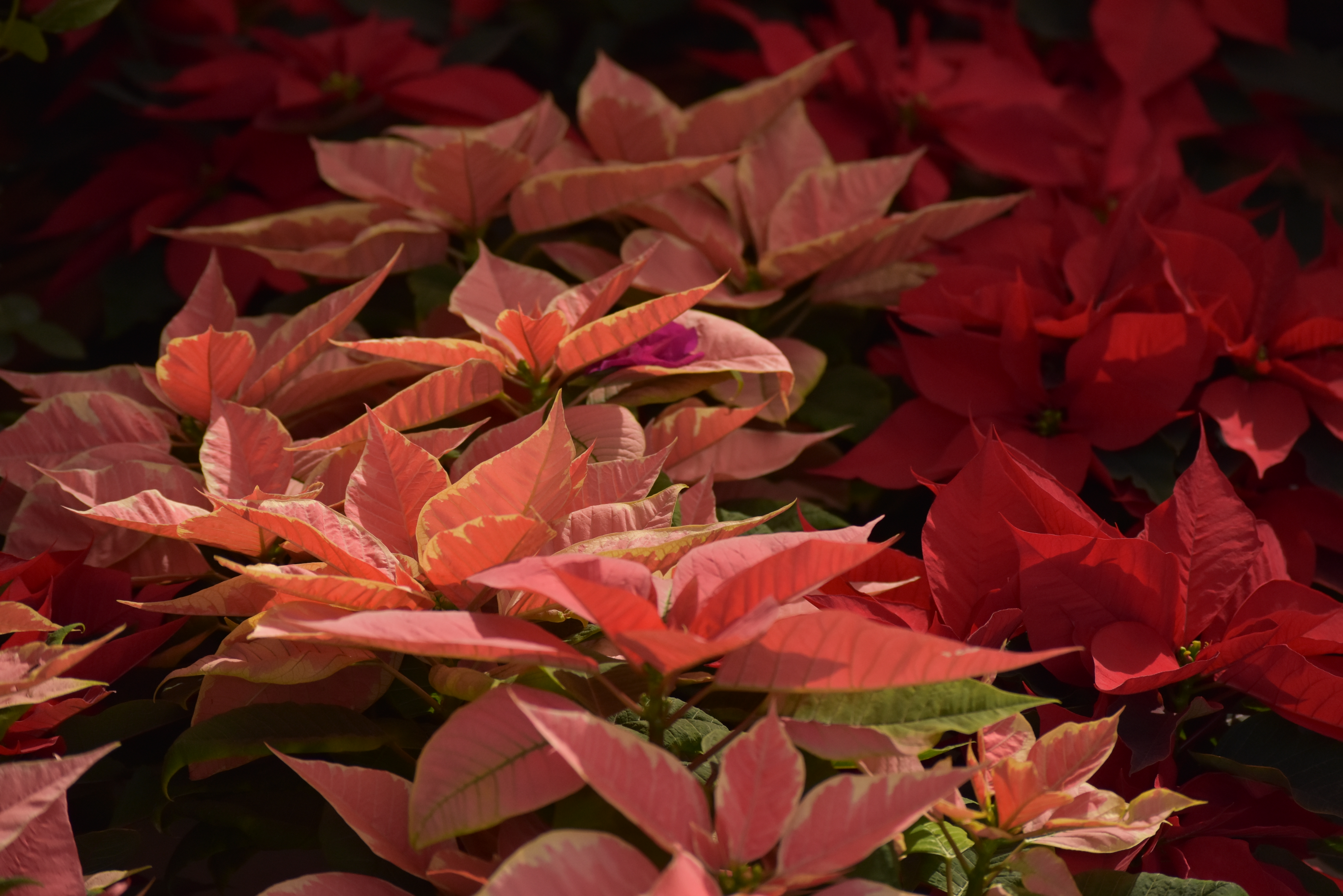
Flor de Nochebuena rosa y roja de la región de Tonanitla, Estado de México, México.

Los mexicas la llamaban, en náhuatl, cuetlaxóchitl ("Flor que se marchita"), término que proviene de la unión de otros dos: cuetlahui, marchitar, y xóchitl, flor. Otra versión etimológica dice que proviene de cuetlaxtli, cuero, y xochitl, al unirse las dos palabras, la primera pierde su terminación tli; por lo tanto, una traducción literal podría ser flor de cuero, debido al color rojo vivo de los pétalos, semejante a la piel recién desprendida. Otra acepción, menos frecuente, se relaciona con el término cuitlatl, "excremento", considerando que los pájaros, al defecar las semillas ingeridas, las extendían, y la planta nacía de entre sus excrementos. Fue dada a conocer al resto del mundo durante el virreinato de Nueva España, en la cual se adornaban las iglesias con ella durante las fiestas navideñas. 
Fue llevada a Europa en el año 1678. En México, actualmente se conoce como flor de Nochebuena. 

### En Argentina

Estrella federal de Argentina.

Se conoce, en Argentina, como estrella federal, debido a que su color rojo recuerda al emblemático color rojo punzó del Partido Federal y a que la disposición de sus pétalos puede recordar a una estrella. También se utilizó en los años 1970 como símbolo por la organización popular armada Montoneros. También se le aplican los nombres: pastora, pascuero, noche buena, flor de pascua y poinsetia.

### En Nicaragua y Costa Rica
En Nicaragua y Costa Rica, se conoce como pastora, pues en la época navideña se utilizaba como adorno durante las posadas.

### En Perú
En el Perú la llaman cardenal por su color rojo. 

### En Venezuela
En Venezuela, la llaman papagayo.

### En Cuba
En Cuba se le conoce como Flor de Pascua.

### En Guatemala
En Guatemala la llaman Pascua y se comercializa en varios colores.

### En Estados Unidos
En Estados Unidos, Paul Ecke, perteneciente a la tercera generación de la familia Ecke —emigrantes alemanes establecidos en Los Ángeles, en 1900—, fue el responsable de promover el uso de esta planta durante la estación invernal. Además de transformar el mercado, utilizando esquejes enviados por avión en lugar de plantas maduras expedidas por tren, repartía gratuitamente macetas con plantas a las emisoras de televisión para que aparecieran desde el Día de Acción de Gracias hasta la Navidad. Aparecieron las flores en programas como The Tonight Show y en el especial navideño de Bob Hope, lo que la impulsó comercialmente.

### En España
En España se le conoce como Flor de Pascua. Almería es la mayor productora de España y una de las mayores productoras del mundo. Suelen ser exportadas a Alemania, Francia y Países Bajos.

## Descripción
Es un pequeño árbol o arbusto caducifolio poco ramificado, que puede alcanzar hasta 4 m de altura. Hojas lanceoladas u ovadas-elípticas, pueden ser enteras o dentadas. Tallos gruesos y lisos. Las hojas, de márgenes lisos o dentados, son simples, dispuestas de manera alterna, de forma ovada a elíptica, venosas, sinuosas y con dos senos laterales profundos limitados por crestas subagudas. Las inflorescencias en el ápice de los tallos están formadas por una única flor femenina sin pétalos ni sépalos, rodeada por flores masculinas individuales contenidas en una estructura denominada ciato exclusiva del género Euphorbia. De cada ciato surge una glándula bilabiada de color amarillo. Estas inflorescencias están rodeadas por largas brácteas de color rojo que conforman la parte superior de la planta con la apariencia de llamativas flores. Se han creado cultivares con brácteas de diferentes colores.

Florece en invierno. En el hemisferio norte florece de noviembre a febrero y es esencial que la planta no reciba luz durante 12 horas, aproximadamente desde octubre hasta Navidad para que florezca.

## Distribución y hábitat
Esta crece de manera natural en México y Guatemala; las poblaciones silvestres más grandes se encuentran en los estados de Guerrero, Oaxaca, Michoacán y Chiapas, en México, y en Guatemala: Quiché, Huehuetenango y el valle central de Guatemala. 
En su forma cultivada se localiza en todo México y Guatemala, en donde es exportada en grandes cantidades. En su forma cultivada, las principales entidades dedicadas al cultivo de Nochebuena son: Morelos, Michoacán, Puebla, Estado de México, Jalisco, Veracruz, Querétaro, Guanajuato, Chiapas, Guerrero y Baja California. Se estima que en México se cultivan más de 100 diferentes variedades de esta especie, seleccionadas por empresas especializadas en la obtención de nuevas variedades propias para cultivarse en macetas y contenedores, donde el color rojo es el que domina el mercado con alrededor de 70 por ciento.
En su forma silvestre, generalmente crece en cañadas y sitios escarpados o abiertos, sobre todo en el occidente y sur de México. Esta forma silvestre es también llevada a casas, la cultivan los campesinos y se encuentra en sitios de asentamientos humanos abandonados o en orillas de caminos y parcelas; o sea, en ambientes rurales. Es una planta que responde al fotoperiodo, ya que requiere de días cortos y noches largas para inducir la coloración de las brácteas. Se requiere de buena iluminación para que estas no se decoloren o caigan. Con relación a la temperatura, no soporta el frío ni el exceso de temperatura, requiere en promedio de 20-22 °C por el día y 16 °C por la noche. Aunque puede tolerar los 40 °C no soporta las corrientes de aire y los cambios bruscos de temperatura. Exige buena humedad ambiental para evitar la caída de las hojas pero es muy sensible a la humedad del suelo, ya que el exceso de agua puede pudrir la raíz. Después de la floración, cuando las hojas han caído y pierde sus brácteas, se poda la planta dejando tallos de entre 5 y 10 cm.

## Estado de conservación
La flor de Nochebuena se considera como una de las flores exóticas más elegantes y hermosas del mundo, siendo una de las diez plantas en maceta más vendidas en Europa y Estados Unidos. Su importancia se debe a que se la considera una planta que simboliza a la Navidad alrededor de todo el mundo. Sin embargo, es una especie que se encuentra en estado silvestre en áreas geográficas bien definidas de México y América Central, donde su presencia tiene gran relevancia, puesto que representa una reserva genética aún sin explorar. El mejoramiento genético por mutación se aplica para modificar pocos caracteres y en la población de Nochebuena silvestre existen ejemplares con características que cumplen las exigencias del mercado y solamente falta reducir el porte de la misma. Puesto que el efecto de la mutación en plantas ornamentales es muy visible, casi todo lo nuevo que surge está enfocado al aspecto visual. Es una planta que actualmente tiene una amplia distribución en el mundo, por lo que no se considera una especie bajo ninguna categoría de la SEMARNAT de la norma 059.

## Cultivo

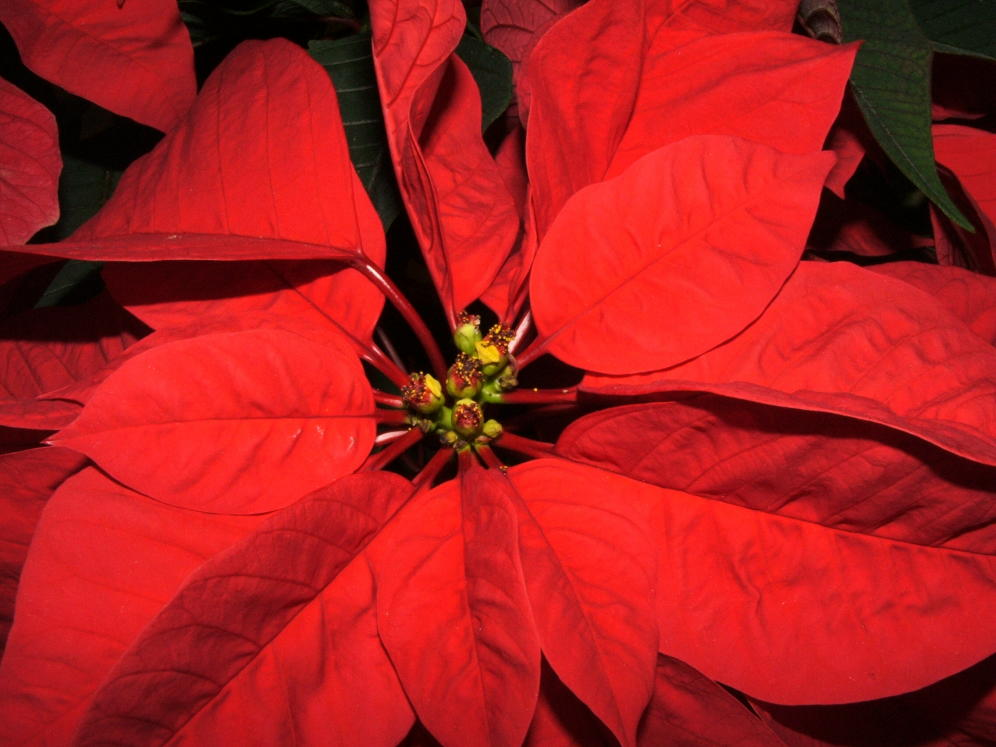
Euphorbia pulcherrima

La flor de Nochebuena es muy importante en la cultura de México. Se suele cultivar como planta de interior en el hemisferio norte, debido a su época de mayor auge vegetativo durante la época cercana a la Navidad. Es el principal cultivo floricultor en los Estados Unidos donde se prepara para su venta entre agosto y Navidad. 
Se vende durante todo el año en muchos países, haciendo uso de avanzadas tecnologías como la manipulación del fotoperiodo y la temperatura. Mediante inversiones considerables se la puede hacer florecer durante cualquier época del año. Se enaniza mediante reguladores de crecimiento para evitar su forma arbustiva y mediante el mejoramiento continuo. Las nuevas variedades comerciales son permanentemente ofrecidas por los viveristas a los floricultores. 
En Guatemala, además de crecer de manera silvestre en casi todo el territorio, se cultivan para la exportación y mercado interno más de 45 millones de vástagos. Se cultivan alrededor de 85 especies y variedades diferentes, las cuales varían en tamaño, forma y color. Hay naranja, blanco, amarillo, violeta, azul y otras tonalidades. Se comercializa la roja "Red Prestige" en mayor cantidad en la región de Sacatepéquez, en los alrededores de Antigua Guatemala, se producen todas las variedades y se exportan más de 42 millones de plantas en diferentes tamaños, de acuerdo a la época.
En México, se cultiva en invernaderos para su comercialización en Nochebuena, sobre todo en los estados de Morelos, Puebla y Michoacán. Se requieren cuidados específicos durante la producción, como control de temperatura, riego, humedad y plagas. Existen más de 10 variedades en colores diferentes, lo que hace de la flor de Nochebuena una opción para la decoración navideña. Aun así, el color rojo sigue siendo el favorito.

### Cultivo en interiores
Hay que situarla un lugar cálido y luminoso y siempre lejos de las corrientes de aire:
Luz
Requiere una buena iluminación, para que las brácteas coloreadas no se decoloren o caigan. Respecto al sol directo, durante el invierno y la primavera, puede resistir la exposición a los rayos solares. En verano y en otoño, la evitaremos.
Temperatura
No soporta el frío, ni el exceso de temperatura, requiere unos 20-22 °C. por el día y 16 °C. por la noche, no soportando los cambios bruscos de temperatura.
Viento
Se queda flácida si se coloca en un lugar con corrientes de aire.
Riego
Requiere bastante humedad ambiental para evitar la caída de las hojas; riego moderado, ya que el exceso de agua puede pudrir la raíz y ocasionar que las hojas pierdan color.
Añadir un abono rico en nitrógeno al agua cada diez días, hasta la época de floración.
Sustrato y esquejes
El sustrato debe ser rico en materias orgánicas (sustrato universal), muy poroso (es decir, con una parte de arena o greda volcánica, de unos 2-3cm) y un poco de turba para facilitar el drenaje constante del agua. En verano, si vivimos en un clima muy seco, que nos obligue a regar a menudo, es muy interesante la opción de añadirle una capa de grava  volcánica, a fin de mantener más tiempo húmedo el sustrato. Importante no tapar el tronco, pues de lo contrario podría llegar a pudrirse.
Si se decide usar esquejes para reproducirlas, los tallos se han de untar en hormonas de enraizamiento.
Después de la floración
Cuando las hojas han caído y pierde sus brácteas se poda la planta dejando tallos de entre 5 y 10 cm. Los tallos cortados se pueden utilizar como esquejes de punta para multiplicar la planta. En zonas templadas, sin riesgo de heladas, se puede plantar en el jardín donde se desarrolle libremente.

### Enfermedades
Como el resto de las Euphorbias, es susceptible de enfermedades fúngicas, bacterianas y parasitarias.
Como remedio casero eficaz contra la mosca blanca se puede usar una proporción de 500 ml de agua tibia, 1 cucharada sopera de jabón verde en escamas (si no, jabón líquido) y 1 cucharada de alcohol de 96 °C.

## Propiedades

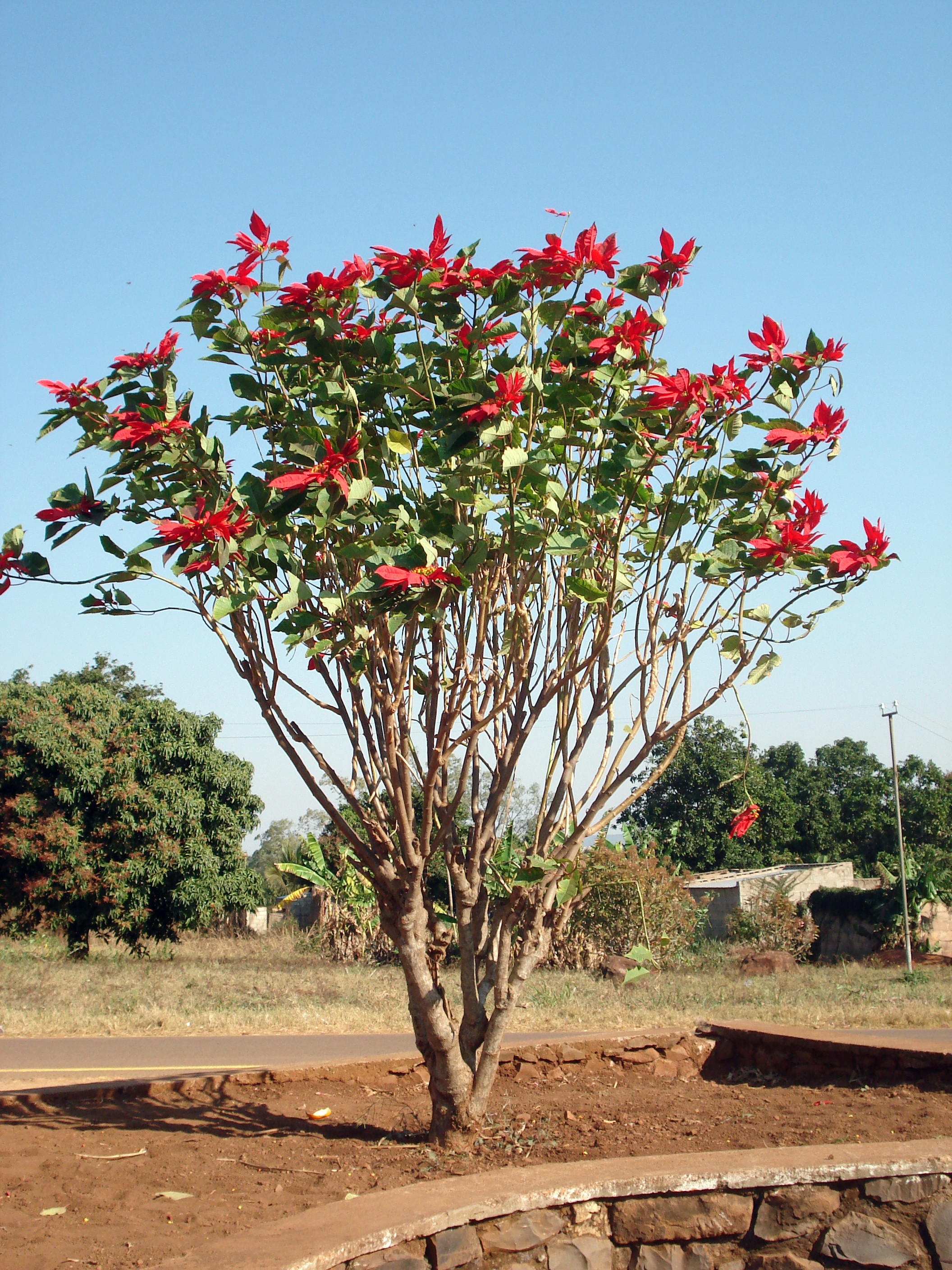
Planta adulta

En la Ciudad de México, Morelos, Puebla y Sonora, su aplicación es por vía oral o externa, cuando se la usa para aumentar o promover la secreción de leche materna.
En el Estado de México y en los estados de Guanajuato, Michoacán y Puebla, el látex se aplica directamente para tratar verrugas, erisipela, herpes simple en la boca, llagas e infecciones cutáneas y heridas. En hinchazones por picadura de gusanos, se ponen las hojas molidas. Para las inflamaciones, se asan las hojas y se aplican lo más caliente que se tolere. Para aliviar los golpes, se hierven las flores, se les exprime limón y con ellas se envuelve la zona dañada.
En algunas afecciones respiratorias, como anginas o tos, se usa la infusión de la flor, que a veces se combina con bugambilia (Bougainvillea spectabilis) y gordolobo (Bocconia frutescens). Se refiere su empleo en casos de paperas, afecciones del corazón y rabia.
Historia
El Códice Florentino, en el siglo XVI, refiere su uso para "las mujeres que tienen poca leche". En el mismo siglo, Francisco Hernández de Toledo relata que "las hojas aumentan la leche a las nodrizas, aun a las ancianas, sea que las coman crudas o cocidas, o que laman el látex que mana de ellas".
En el siglo XIX, la Sociedad Mexicana de Historia Natural la refiere para las enfermedades exantemáticas, como galactógeno y resolutivo.
En el siglo XX, la Sociedad Farmacéutica de México la menciona como depilatoria, emenagoga, galactógena y resolutiva. Finalmente, Maximino Martínez consigna la misma información proporcionada por la Sociedad Mexicana de Historia Natural.

## Taxonomía
- Euphorbia pulcherrima fue descrita por Willd. ex Klotzsch y publicado en Allgemeine Gartenzeitung 2(4): 27–28. 1834.[21]

Etimología
- Euphorbia: nombre genérico que deriva del médico griego del rey Juba II de Mauritania (52 a 50 a. C. - 23), Euphorbus, en su honor —o en alusión a su gran vientre— ya que usaba médicamente Euphorbia resinifera. En 1753, Carlos Linneo asignó el nombre a todo el género.[22]
- pulcherrima: epíteto latino que significa "la más bonita".[23]

En Estados Unidos, se la conoce como poinsettia, en honor de Joel Roberts Poinsett, primer embajador estadounidense en México, quien la introdujo en su país en 1825. Desde 1991, el 12 de diciembre se celebra en ese país el Día Nacional de la Poinsetia, en conmemoración de la fecha de su muerte.

## Nombre común
- Nochebuena, en México;
- Corona del Inca y Flor del Inca, en Chile y Perú;
- Cuetlaxochitl, su nombre original en lengua náhuatl (mexicas);
- Estrella de Navidad, en el hemisferio norte;
- Estrella federal, en Argentina, Paraguay y Uruguay;
- Flor de Navidad, en Venezuela, Colombia y Ecuador;
- Flor de Pascua, en el hemisferio norte, por coincidir su floración y forma más llamativa con la época navideña;
- Pascua, en Honduras;
- Pastora, en Nicaragua y Costa Rica;
- Pascuero.[24]

Incluso en México recibe distintos nombres, como: Pascua, Sijoyo, Flor de Bandera, Flor de Nochebuena o Flor de Santa Catalina. En otros países, se le llama Corona de los Andes o Flor de Navidad.

## Día Nacional de la Nochebuena Cuetlaxóchitl
En México, la SADER y los integrantes del Sistema Producto Ornamentales impulsaron la institucionalización del 8 de diciembre como el Día Nacional de la Nochebuena Cuetlaxóchitl (Cuetlaxóchitl es el nombre náhuatl, que significa "Flor que se marchita"). En esta fecha, cada año se llevan a cabo conferencias, eventos culturales, exhibición y venta de este arbusto en varios estados de la República Mexicana.